# Helius (Helius) stolidus
Helius (Helius) stolidus is een tweevleugelige uit de familie steltmuggen (Limoniidae). De soort komt voor in het Australaziatisch gebied.